# Yola batekensis
Yola batekensis är en skalbaggsart som beskrevs av Bilardo och Rocchi 2008. Yola batekensis ingår i släktet Yola och familjen dykare. Inga underarter finns listade i Catalogue of Life.